# Station Elbląg Zdrój
Station Elbląg-Zdrój (Elbing Bad) was een spoorwegstation in de Poolse plaats Elbląg.